# بنجعلي (مقاطعة غيلانغرب)
بنجعلي (بالفارسية: پنجعلی) هي قرية تقع في قسم ويجنان الريفي في إيران. يقدر عدد سكانها بـ 18 نسمة بحسب إحصاء 2016.